# الیس روان
ماریان الیس روان (به انگلیسی: Ellis Rowan)،(زاده ۱۸۴۸– درگذشته ۴ اکتبر۱۹۲۲) که با نام الیس روان شناخته شده است. تصویرگر گیاه‌شناسی شناخته شدهٔ استرالیایی بود. او همچنین یک سری تصویر از پرندگان ،پروانهها و حشرات کشید.

## نگارخانه

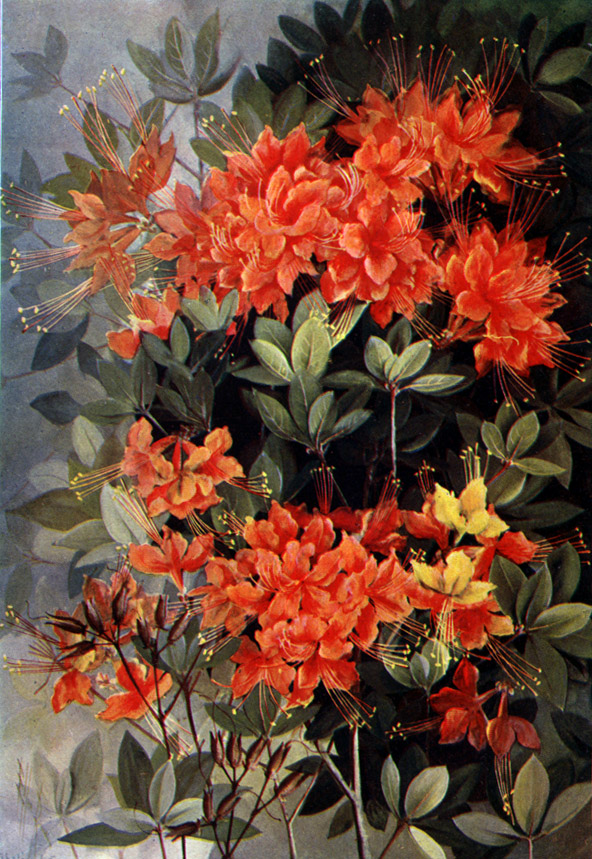
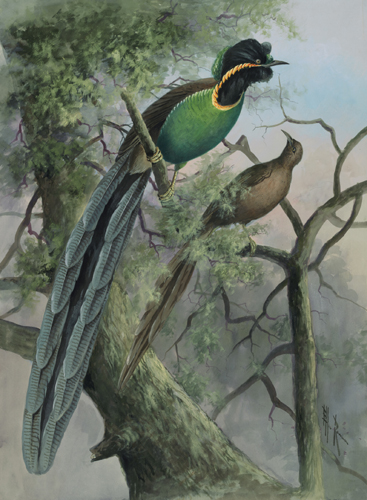
پرنده بهشتی
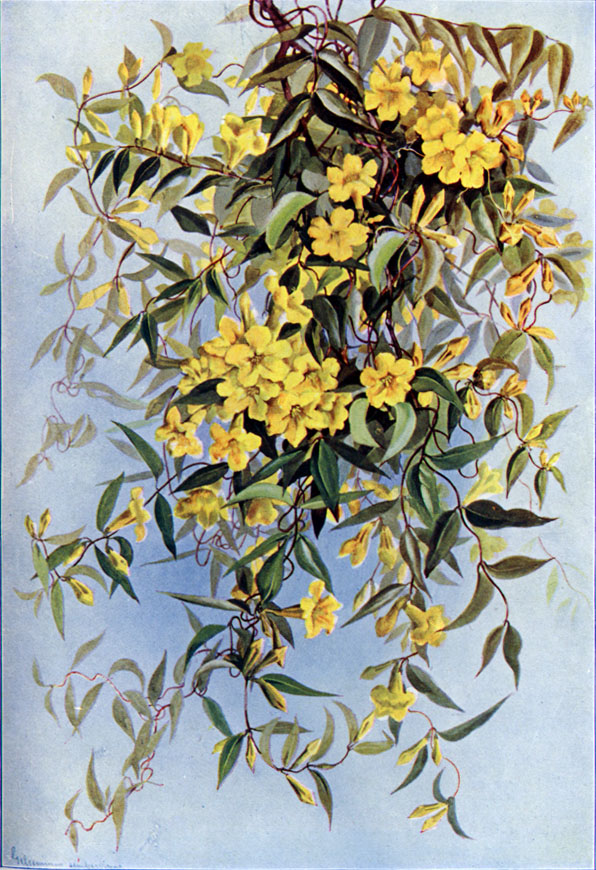
یاسمن زرد